# عمير عيسى
عمير عيسى العبد الجبار (مواليد 3 أبريل 1995، لاعب كرة قدم قطري يجيد اللعب كلاعب وسط لعب سابقاً مع نادي قطر في دوري نجوم قطر.